# Atylotus fulvianus
Atylotus fulvianus är en tvåvingeart som först beskrevs av Friedrich Hermann Loew 1858.  Atylotus fulvianus ingår i släktet Atylotus och familjen bromsar.
Artens utbredningsområde är Kongo. Inga underarter finns listade i Catalogue of Life.